# 大二重変形二重斜方十二面体
大二重変形二重斜方十二面体（だいにじゅうへんけいにじゅうしゃほうじゅうにめんたい、英：Great disnub dirhombidodecahedron）またはスキリングの立体（すきりんぐのりったい、英：Skilling's figure）とは、幾何学上の立体の一種である。

## 概要
J.スキリングはコンピューターを使い、一様多面体がH.S.M.コクセターらが発表した75種類で全てということを証明した。そこで、条件を緩めて一辺に任意の偶数枚の面が集まってもよいとすると、ただ一種類の新しい多面体を発見した。それがこの大二重変形二重斜方十二面体である。厳密には一様多面体には含まれず、Degenerate uniform polyhedronとして扱われる。

## 性質
一様多面体の条件をほとんど満たしているが、 4つの面が重なる辺があるので普通は一様多面体には数えない。
- 構成面： 正三角形120枚（変形面）、正方形60枚（星型八角形が30枚、変形面、中心を通る）、星型五角形24枚（星型十角形が12枚）、計204枚
- 辺数： 240（120の辺に4枚の面が交わる。解釈によっては360）
- 頂点数： 60
- 頂点形状: (5/2, 4, 33, 4, 5/3, 4, (3/2)3, 4)/2（各頂点に、正三角形6枚、正方形4枚、星型五角形2枚が集まる）
- ワイソフ記号： | (3/2) 5/3 (3) 5/2
- 枠： 構成面が正確な正多角形ではない斜方二十・十二面体
- 双対： Great disnub dirhombidodecacron（無限遠点あり。大二重斜方二十・十二面体の双対と共通の外観）

## 同じ枠を持つ立体
- 大二重斜方二十・十二面体
- 大変形十二・二十・十二面体
- 大二重変形二重斜方十二面体
- 20個の正八面体の複合多面体
- 20個の四面半六面体の複合多面体